# Château de Fleury-en-Bière
Le château de Fleury-en-Bière est situé sur la commune de Fleury-en-Bière, dans le département de Seine-et-Marne.

## Historique
Côme Clausse acquiert en 1550 la terre de Fleury (puis celle de Courances en 1552); il entreprend alors la construction d'un nouveau château, qui passera ensuite à son fils aîné Henri.
Jérôme d'Argouges, nouveau propriétaire, fait remanier le château de 1770 à 1782.
En 1769 le parc fut réaménagé par l'architecte du roi Jean-Baptiste Chaussard (1729-1818).
La comtesse de Béhague après l'avoir fait restaurer par l'architecte Rahir entre 1910 et 1914, le donnera  -  sans son mobilier, vendu aux enchères à la galerie Georges Petit à Paris les 5 et 6 décembre 1927, et/ou (vacation reportée ?) les 6, 7 et 8 mai 1928 (arch. pers.) - à son neveu Hubert de Ganay.
Depuis lors il est resté propriété de la famille de Ganay.
Le monument fait l’objet d’un classement au titre des monuments historiques  par des arrêtés datant des 17 décembre 1947 et  5 octobre 1951.

## Galerie de photographies

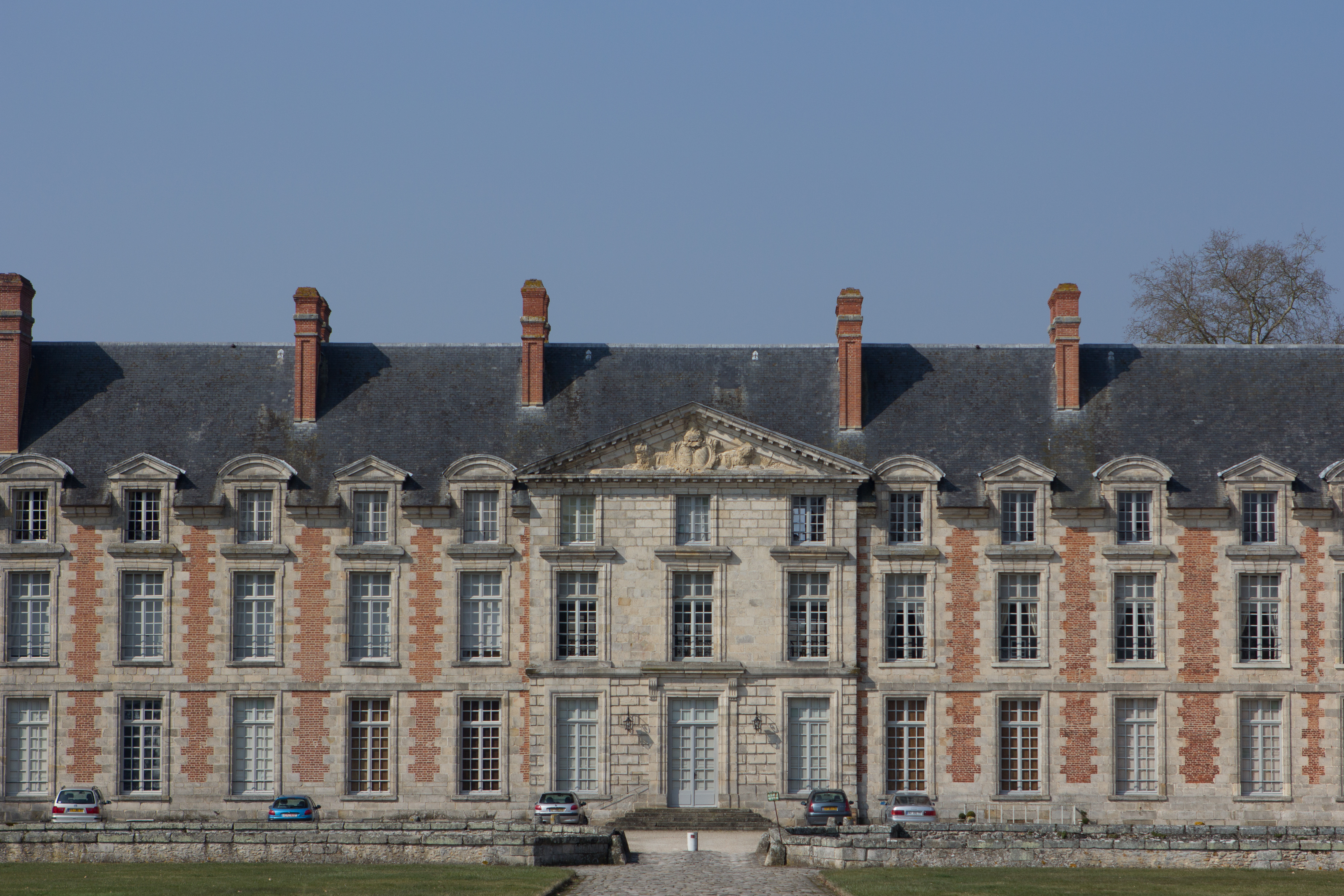
La façade du château
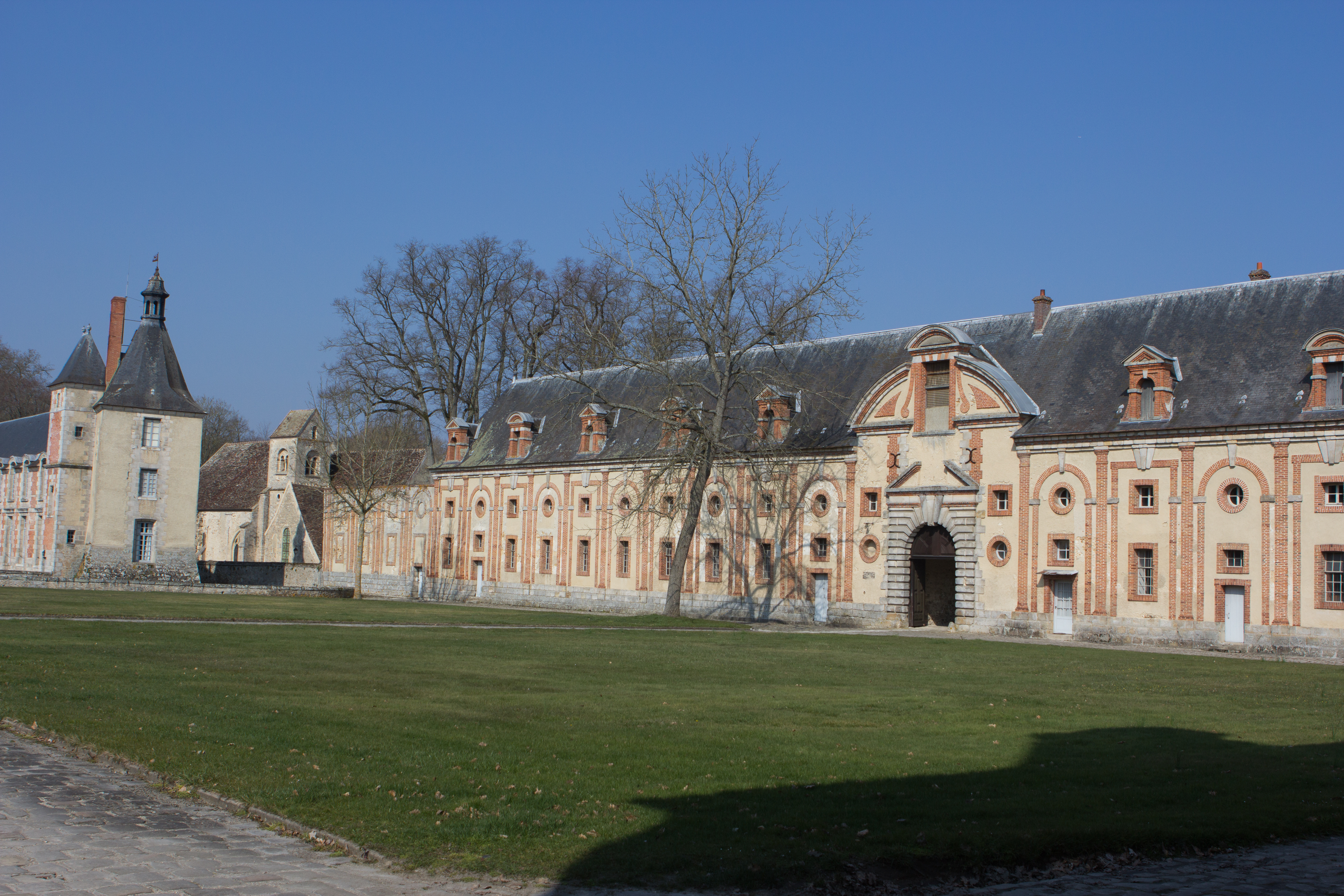
Vue intérieure d'une dépendance et de l'église
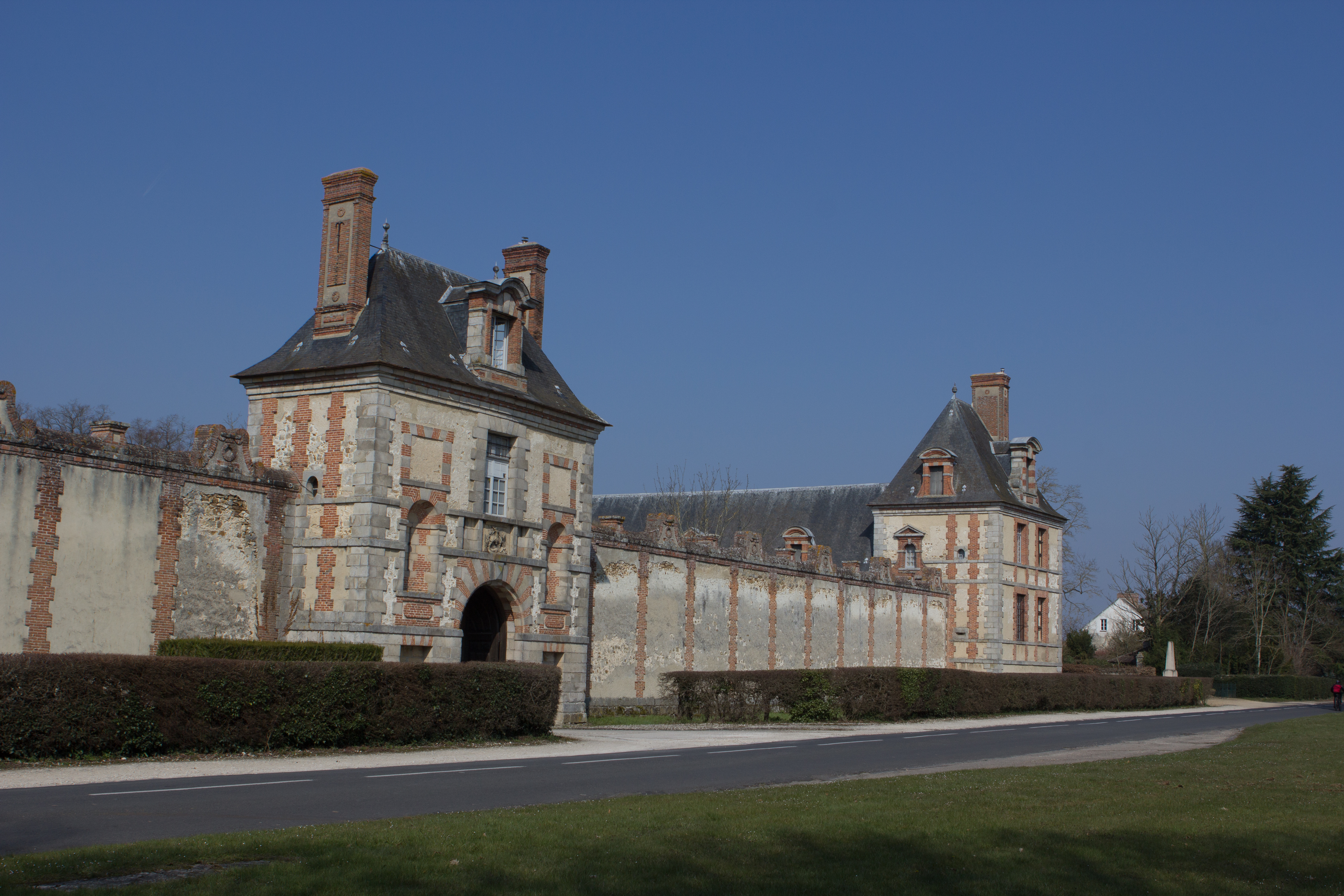
Vue extérieure du château
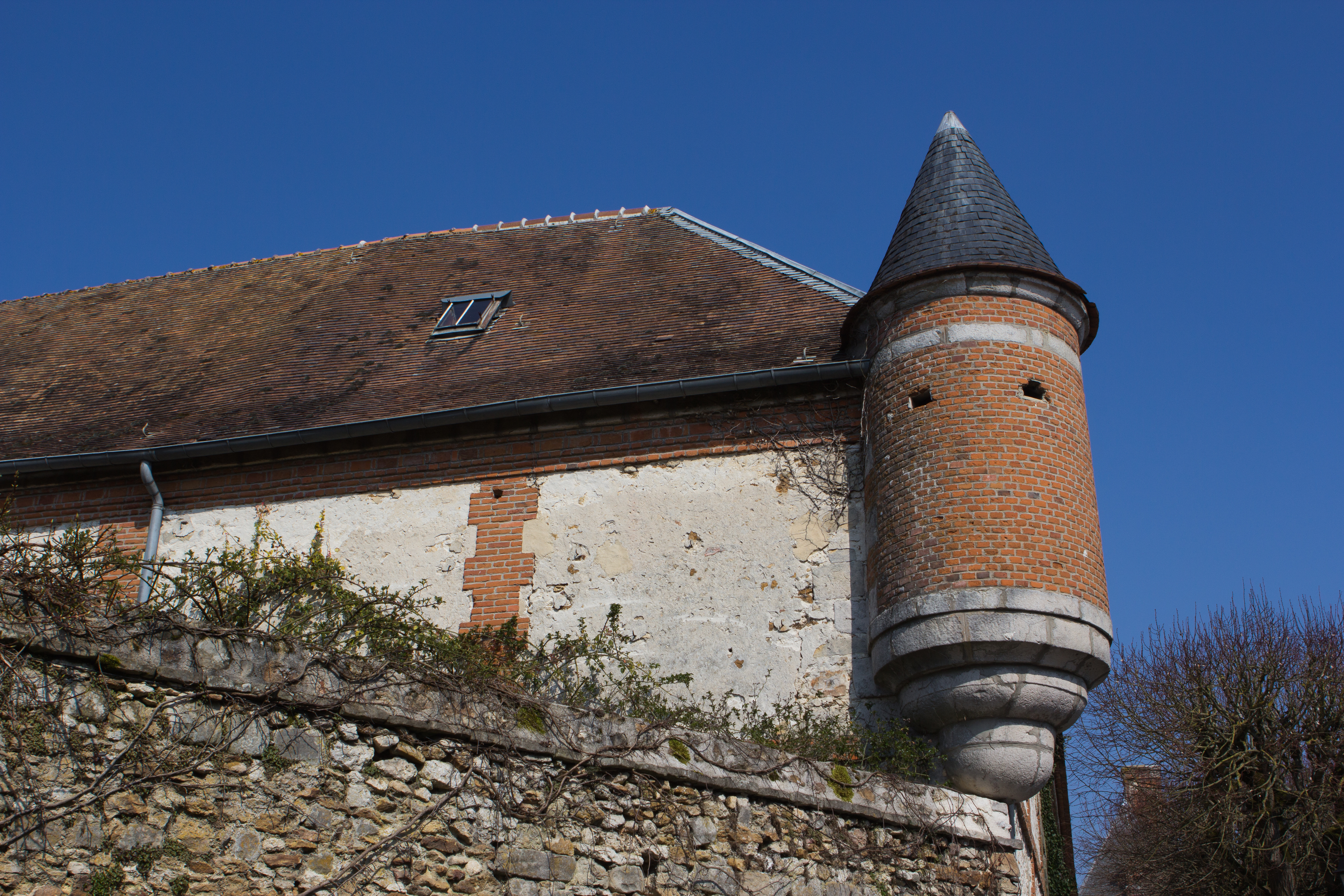
Vue d'une tourelle
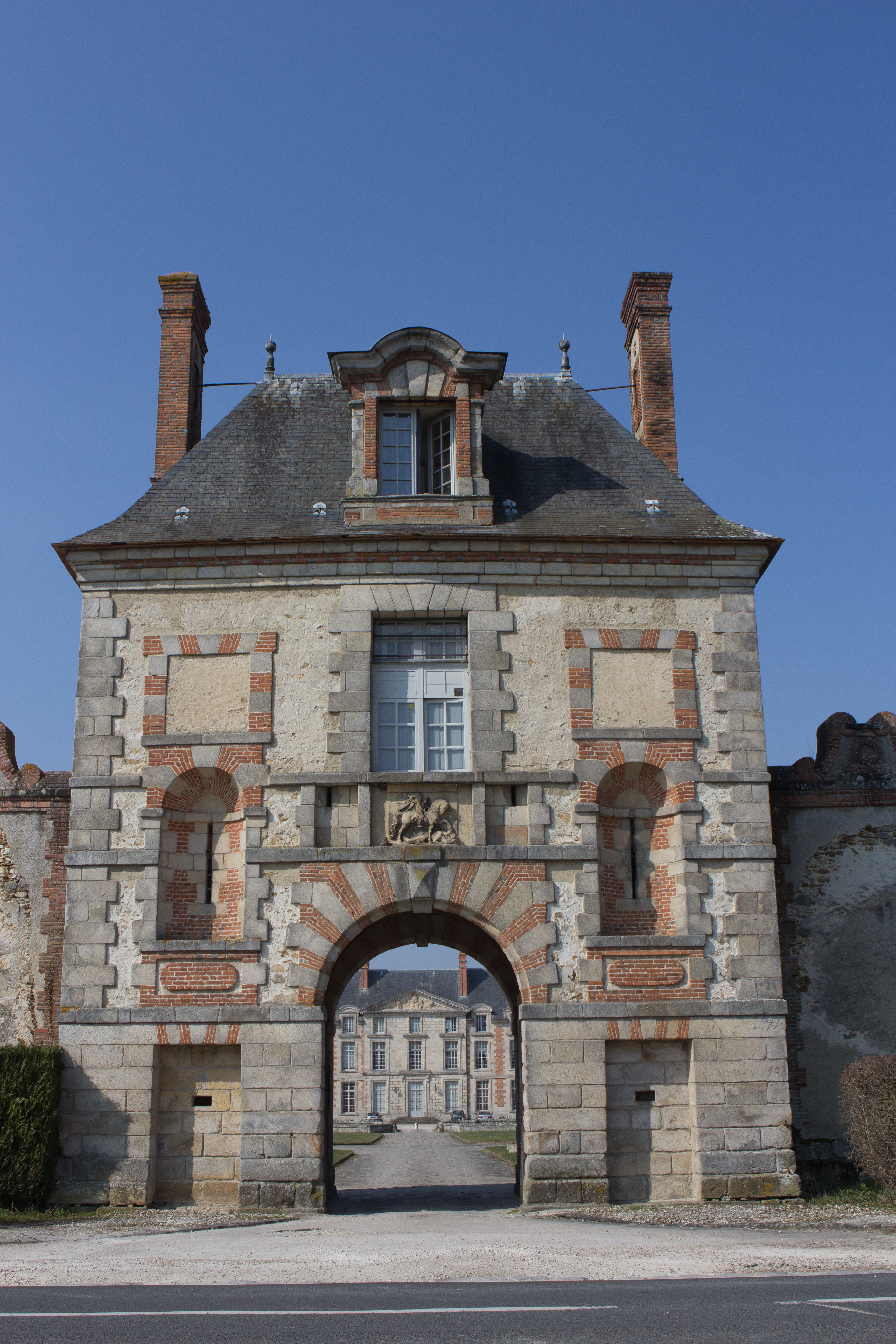
Le porche d'entrée
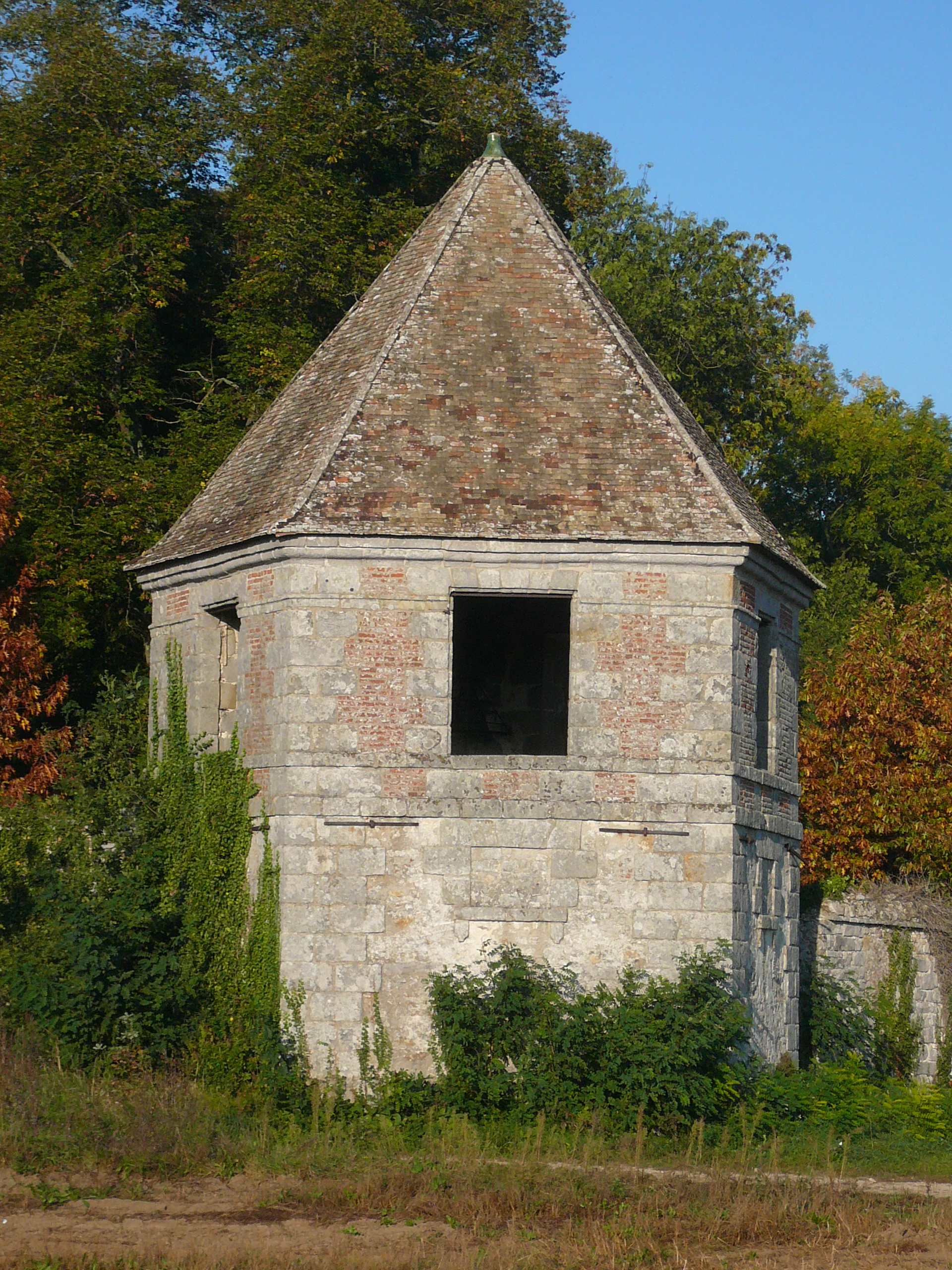
Vue d'un pavillon d'angle du parc du château